# Trinitatis-Kirche (Braunlage)

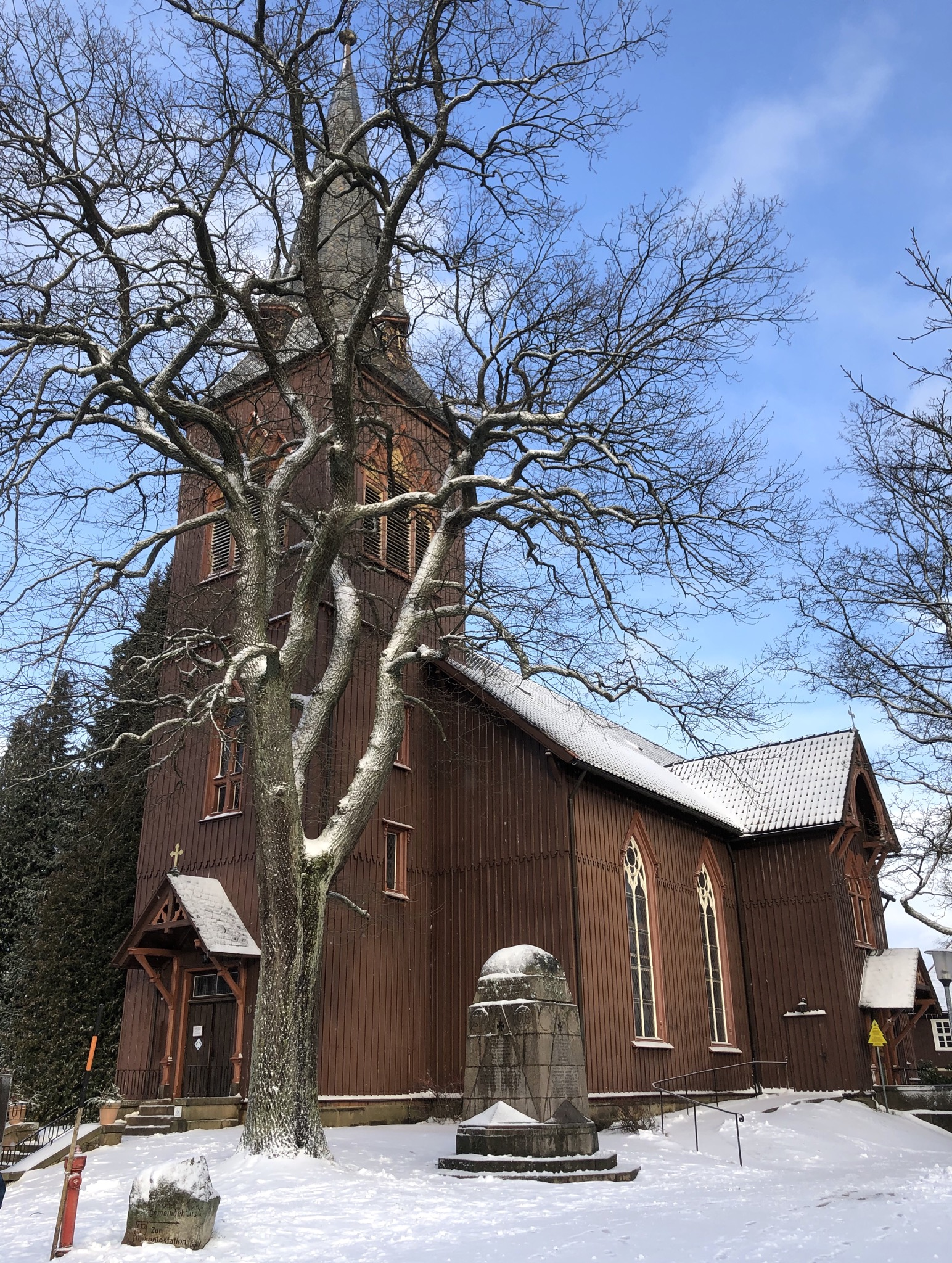
Trinitatis-Kirche, 2020

Die Trinitatis-Kirche ist die evangelisch-lutherische Kirche in der Stadt Braunlage im Harz in Niedersachsen. Die Kirchengemeinde gehört zur Propstei Bad Harzburg der Evangelisch-lutherischen Landeskirche in Braunschweig und ist Teil des Kirchengemeindeverband Kapellenfleck im Harz. Sie befindet sich im Ortszentrum von Braunlage unter der Adresse Herzog-Wilhelm-Straße 16.

## Architektur und Geschichte

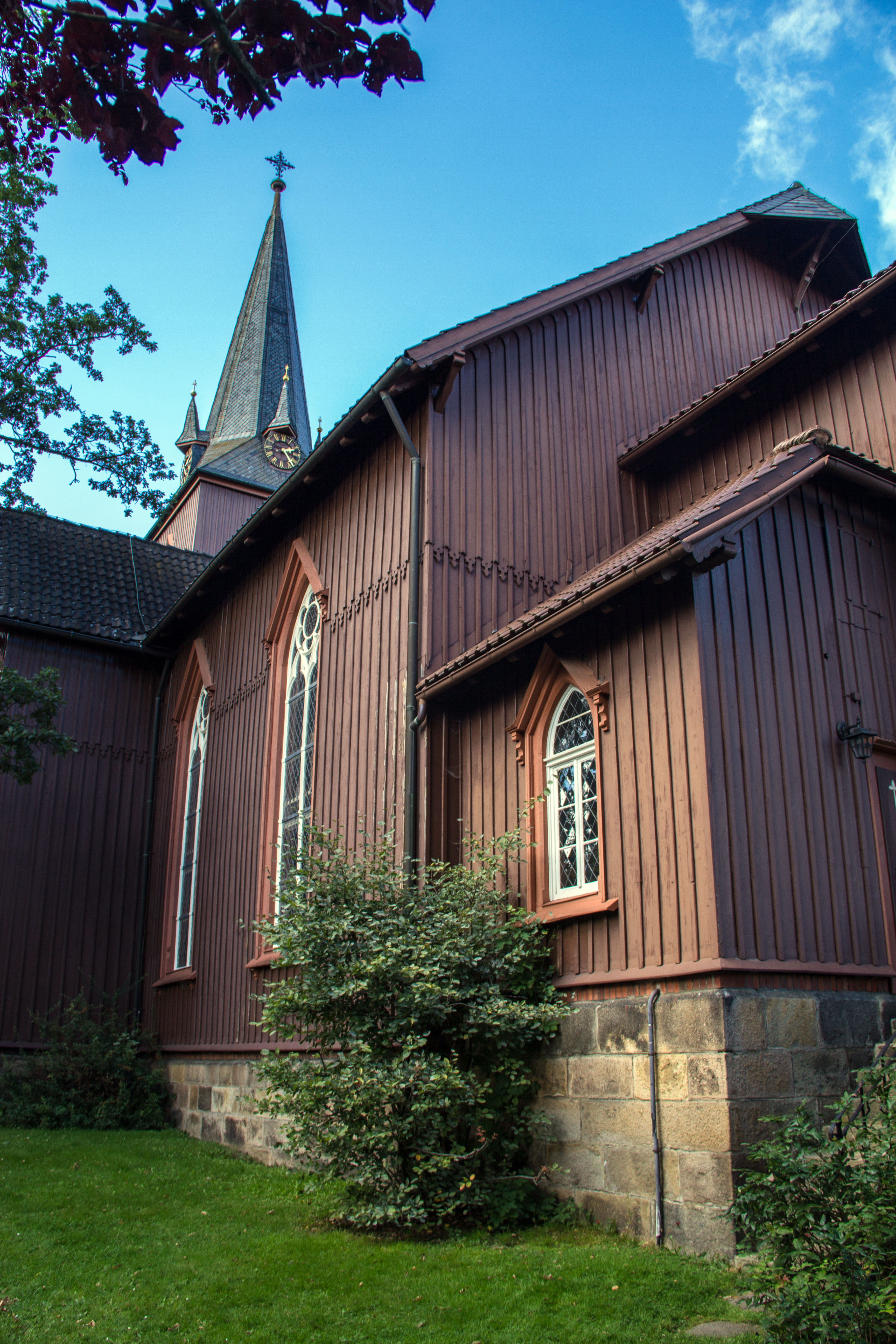
Ansicht von Südosten, 2013

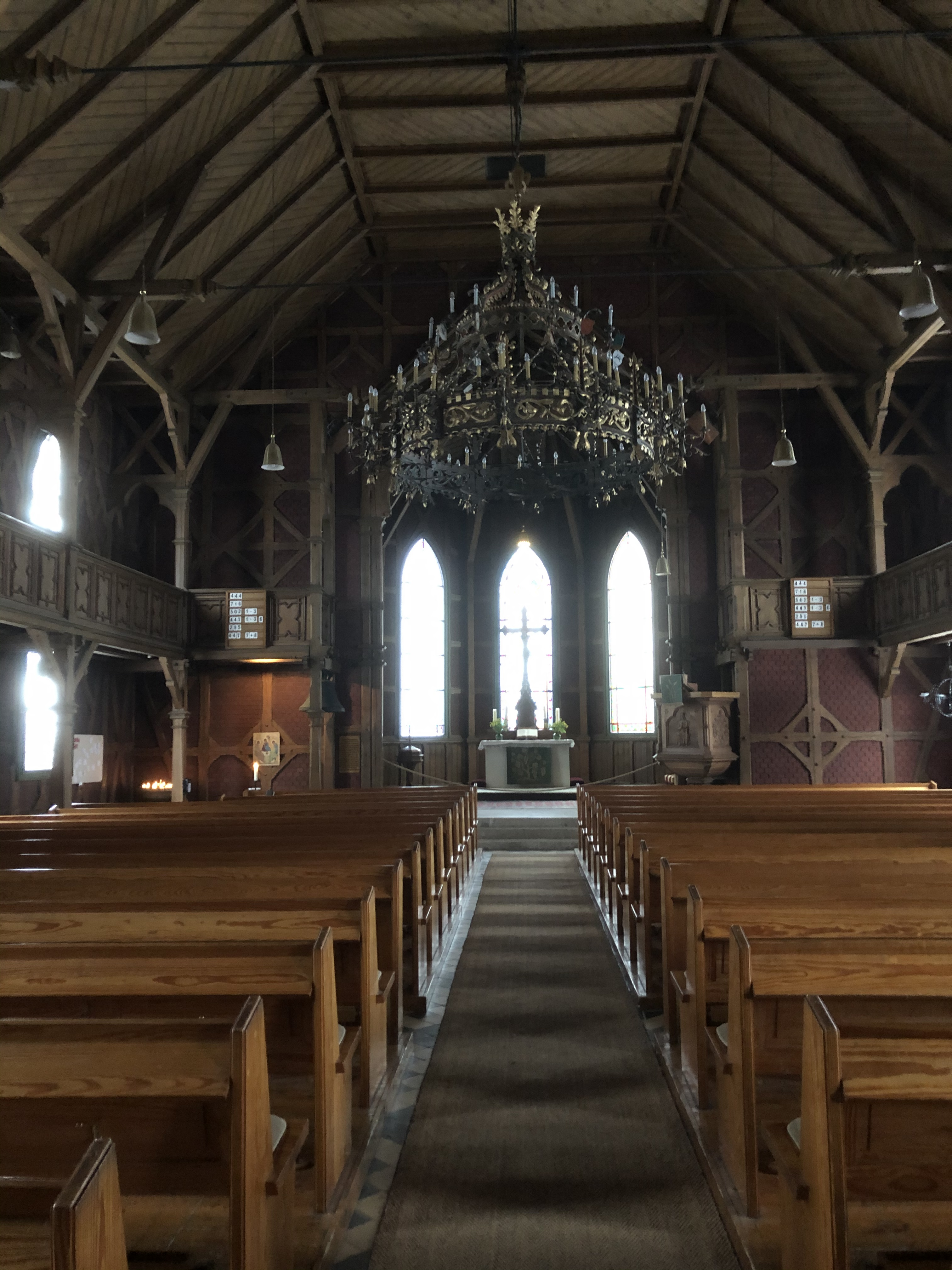
Blick durch das Kirchenschiff zum Altar, 2020

### Vorgängerbauten
Ein erster kleiner Kirchenbau in Braunlage stammte aus dem Jahr 1602. Er befand sich im Bereich des heutigen Grundstücks Marktstraße 16. Es bestanden zwei kleine Glocken, die sich in einem Dachreiter auf der Kirche befanden. Etwas später kam für 150 Thaler eine dritte etwas größere Glocke hinzu. Andere Angaben vermuten das Jahr 1697 für die Lieferung einer dritten Glocke. Sie passte jedoch nicht mehr auf den Dachreiter, so dass ein Glockenturm gebaut wurde, der wohl ebenfalls 1697 errichtet worden war und alle drei vorhandenen Glocken aufnahm. Ein heute in einer Trockenmauer zwischen Pfarrstraße und Pfarrhaus befindliche Stein mit der Jahreszahl 1697, erinnert an diese Zeit. Er befand sich wohl ursprünglich im Sockel des Turms und später in der Mauer, die die Pfarre vom Pfarrgarten trennte.
1714 wurde am heutigen Standort eine neue Kirche in Fachwerkbauweise errichtet und mit Kalk verputzt. Nach außen waren die Wände mit einer Holzverschalung versehen. Die zwischen den vertikal angebrachten Brettern bestehenden Fugen, erhielten eine Abdeckung durch Leisten. Die Gefache des Fachwerks waren mit kleinen Bruchsteinen und zum Teil zerkleinerten Dachziegeln verfüllt. Die Grundmauern bestanden aus Bruchsteinen. Die Baukosten beliefen sich auch 2935 Taler.
Zunächst erhielt auch dieser Bau einen Dachreiter, in dem die Kirchenglocken untergebracht wurden. Allerdings ergaben sich schon bei der Einweihung starke Schwingungsprobleme, so dass die drei Glocken wieder in den Glockenturm der alten Kirche kamen. Der Turm war ebenfalls in Fachwerkbauweise errichtet und mit einem gewalmten Satteldach bedeckt. Die Kirchenglocken stammten aus dem Jahr 1697 und trugen die Inschrift Heiso Meyer goß mich zu Wolffenb. Anno 1697.
Der Grundriss war als Rechteck gestaltet, wobei in der Mitte der Langseiten jeweils kleine Flügel vorsprangen. Die Einweihung der Kirche erfolgte am 1. Advent 1714 durch den Herzog Ludwig Rudolf. Mit einer feierlichen Prozession wurden dabei die Altarbibel, Kerzen und heilige Gerätschaften von der alten in die neue Kirche getragen. Anlässlich der Einweihung stiftete der Herzog Gedenkmedaillen. Sie zeigte Jakob, der Öl auf einen Stein goss, auf den er im Traum den offenen Himmel gesehen hatte. Eine lateinische Umschrift lautete: Dieser Stein, den ich errichtet habe zu einem Mal, soll genannt werden Haus Gottes. Gen. 28. Darunter befand sich der Name der Kirche S.S.TRINITATI. 1806 wurden die Medaillen von plündernden französischen Soldaten entwendet. Eine letzte verbliebene Medaille verschwand 1945 aus dem Heimatmuseum.
Das Kircheninnere war mit einer gewölbten, verbretterten Decke überspannt. Männer- und Frauenplätze waren im Kirchenraum getrennt. Während die Frauen im Kirchenschiff saßen, befanden sich die Männerplätze auf der großen und kleinen Empore. Die schlichte Einrichtung umfasste eine barocke Kanzelwand mit einem Altarbild aus der Vorgängerkirche von 1613. Die die Dreieinigkeit darstellende Altartafel befindet sich heute im Heimatmuseum Braunlage. Dort sind auch weitere Einrichtungsgegenstände der ersten Kirche ausgestellt, so auch der Taufstein von 1657 und ein Taufengel. Teile des Inventars der zweiten Kirche befinden sich heute in der Friedhofskapelle.
Darüber hinaus bestanden Zinnleuchter aus dem Jahr 1671. Bemerkenswert sind ein noch heute vorhandener Kelch und Hostienteller aus dem Jahr 1693. Sie gehen auf ein Vermächtnis des Oberfaktors der Braunlager Eisenhütte, Joh. Friedr. Walther zurück. Am Fuß des Kelches sind die Wappen der Eheleute eingraviert. Hieraus ging das Wappen der Stadt Braunlage hervor.
Die Kirche verfügte über eine Orgel mit 16 Registern. Im Jahr 1833 wurde die Kirche renoviert, 1847 eine dritte Glocke gegossen. Ein neuer aus Gips gefertigter Taufstein wurde 1884 gestiftet, er befindet sich noch heute in der Gebetsecke der Kirche.

### Heutiger Bau

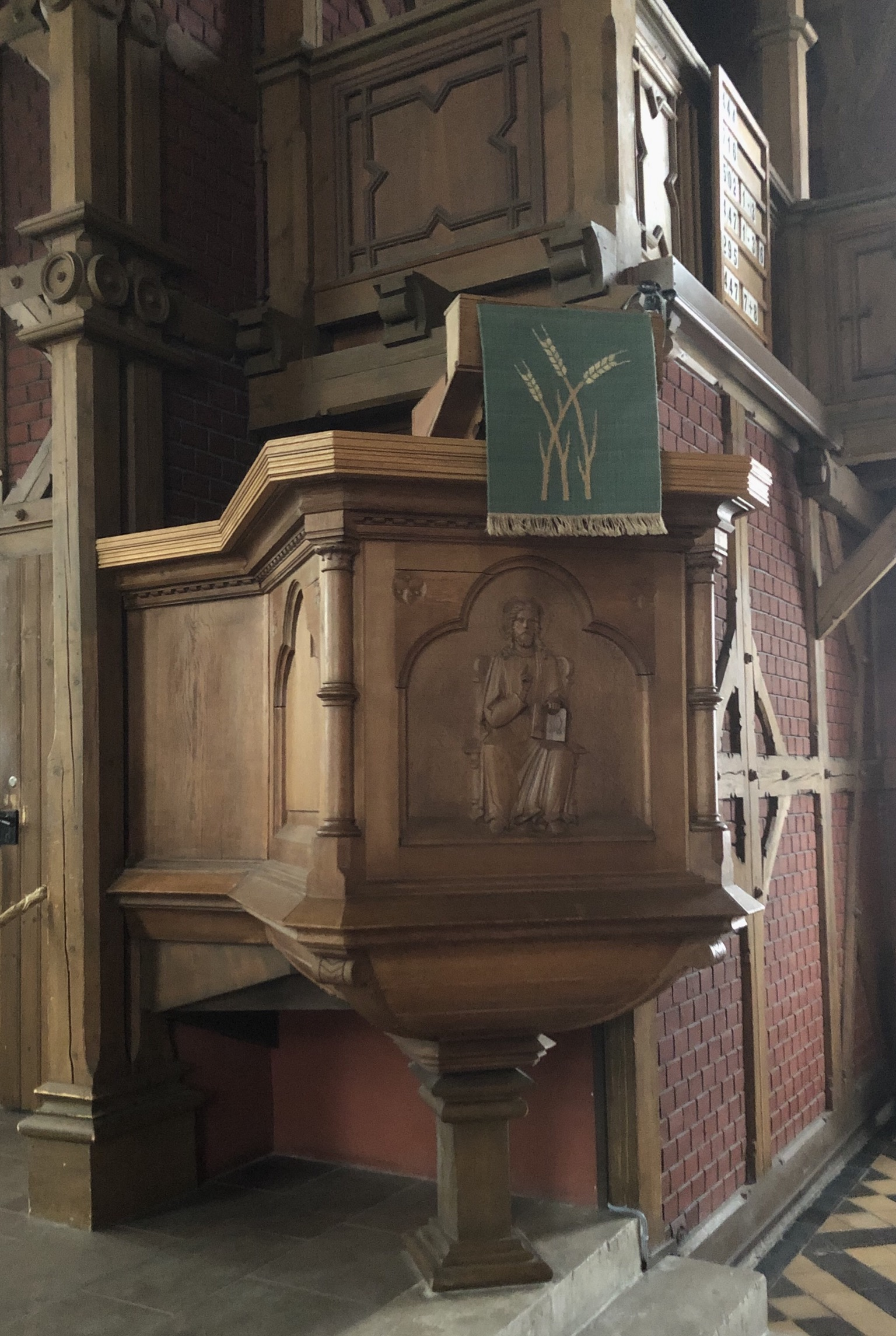
Kanzel

Pläne zum Bau der heutigen Kirche bestanden seit 1881, eine erste Kostenschätzung über 40.000 Mark erfolgte am 30. April 1883. Im Herbst 1886 wurde der alte Kirchenbau abgerissen während der alte Glockenturm zunächst erhalten blieb. Die neue Kirche wurde von 1887 bis 1889 in für die Region typischer Fachwerkbauweise errichtet. Die Kosten beliefen sich auf 60.000 Mark, zu denen eine staatliche Unterstützung in Höhe von 41.000 Mark erfolgte. Das Fachwerk besteht aus Harzer Fichtenholz. Für das Fundament wurden Granitquader verwendet, die aus dem Steinbruch am Wurmberg stammten. Ausgeführt wurde der Bau durch den Regierungsbaumeister Heinrich Gebhardt aus Blankenburg (Harz). Tätig waren Bauaufseher Herzberg und Zimmermeister Ulrich aus Hasselfelde sowie Maurermeister Pfeiffer aus Walkenried. Die Kirche erhielt auch einen auf der Westseite befindlichen Kirchturm. Das Fachwerk des Turms erhielt eine besondere Verstärkung, um als Glockenturm dienen zu können. Der alte Glockenturm blieb zunächst jedoch trotzdem erhalten. Der Kirchenknopf wurde von Kupferschmiedemeister Friedrich Bökemeyer in Blankenburg gefertigt.
Oberhalb des Altars befinden sich im Altarraum von der Glashütte Carl Röhrig aus Braunlage gestiftete Buntglasfenster. Im mittleren der drei Fenster ist Jesus umgeben von einem Lichtkranz dargestellt. Er lädt zum heiligen Abendmahl ein. Links befindet sich die Inschrift Ehre sei Gott in der Höhe, rechts Friede auf Erden.
Die Einweihung mit feierlichem Einzug der Gemeinde und großer Anteilnahme der Öffentlichkeit erfolgte am 6. Oktober 1889. Die Weiherede hielt der Generalsuperintendent. Vor dem Westportal wurde die Schlüsselübergabe vollzogen.
1889 wurde auch ein aus Eichenholz gefertigter Tauftisch gestiftet, der noch heute verwendet wird. Weitere Stiftungen betrafen Kanzel, Kruzifix und Bleifenster.
Den Tauftisch, die Kanzel, den Altaraufsatz mit Kruzifix sowie zwei Nummerntafeln und drei Opferstöcke fertigte die Firma Gustav Kuntzsch, Kunstanstalt, Wernigerode.

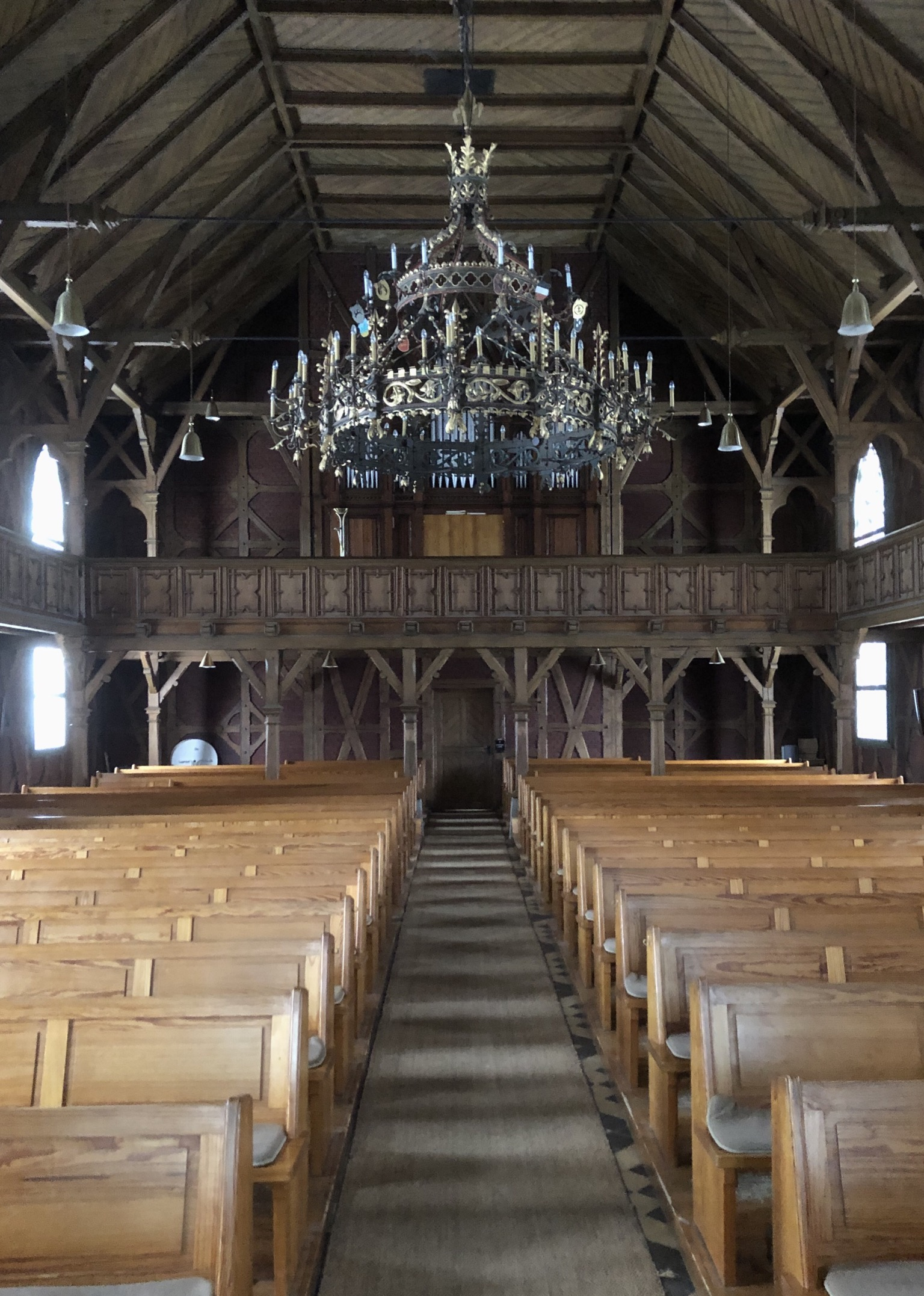
Kirchenschiff mit Kronleuchter

Dominant für das Kircheninnere ist ein großer Kronleuchter, der 1895 angeschafft wurde. Er geht ebenfalls auf einen Entwurf Gebhardts zurück und umfasst zwölf Kandelaber. Diese bestehen aus jeweils drei Kerzen, die eine höhere umstehen. Die Zahl drei steht dabei für die Dreieinigkeit. Die zwölf oberen Kerzen tragen jeweils ein Wappen, darunter der weiße Turm von Blankenburg (Harz), das Hirschgeweih der Fürsten von Regenstein, der Braunschweiger Löwe sowie die Farben des Deutschen Reichs. Abgeschlossen wird der Leuchter von einer Krone. Die Kerzen werden zwischenzeitlich elektrisch betrieben.
1906 erhielt die Kirche eine Dampfheizung, sowie eine Aerogengasbeleuchtung, 1913 dann elektrisches Licht. Zwischen 1904 und 1915 fanden umfangreiche Baumaßnahmen auf dem Pfarrgrundstück statt, so wurde der Pfarrteich verfüllt und 1904 Stall, Schuppen und der alte Glockenturm abgerissen. Außerdem entstand ein neuer Wirtschaftsbau. Eine Kirchengemeindeordnung wurde 1911 angenommen. Während des Ersten Weltkriegs wurden 1917 35 Orgelpfeifen zu Rüstungszwecken abgegeben, die erst 1935 ersetzt wurden. 1917/1918 wurden auch die beiden größeren der aus dem Vorgängerbau übernommenen Glocken abgegeben. Für die mittlere Glocke mit der Aufschrift Gott segne Braunlage fand am 22. Juli eine Abschiedsfeier statt. Sie wurde wenige Tage später aus dem Turm geworfen. Am 11. November 1917 pflanzte man eine Luthereiche.
Bereits 1920 wurden aus Spenden drei neue Glocken angeschafft. Dabei wurde auch die alte noch verbliebene Glocke eingeschmolzen. Die größte der Glocken trug die Inschrift Dem großen Kriege fiel zu Beute der alten Glocken schön Geläute. Die kleinste, noch heute erhaltene und genutzte Glocke, trägt wieder den Schriftzug Gott segne Braunlage.
Neben einem neuen Außenanstrich erhielt die Kirche 1925 eine von der Firma Weule aus Bockenem gefertigte Turmuhr. 1928 wurde die Spitze des Kirchturms repariert und umgebaut. Die Turmspitze hatte sich durch Beschädigungen des Holzes infolge eines dauernden Nässeschadens stark geneigt und droht abzustürzen. Der Knopf des Kirchturms wurde bei den Arbeiten geöffnet und die darin befindlichen Urkunden gesichtet. Auch im Zweiten Weltkrieg mussten rüstungsbedingt Ablieferungen vorgenommen werden. Es traf die zwei größten Kirchenglocken, die 1942 abgegeben wurden.
Abgeliefert werden musste auch eine Taufkanne von 1884 und eine Taufschale von 1905. Als Ersatz ließ Pastor Kiel 1946 aus etwas gestiftetem Silber und aus dem Messing US-amerikanischer Munitionskartuschen eine neue Kanne und Schale fertigen. Die Schale trägt die lateinische inschrift. Metall, zum Töten bestimmt, dient nun zur Aufnahme in die Gemeinschaft mit Christus, der uns zum Frieden verhelfen will.

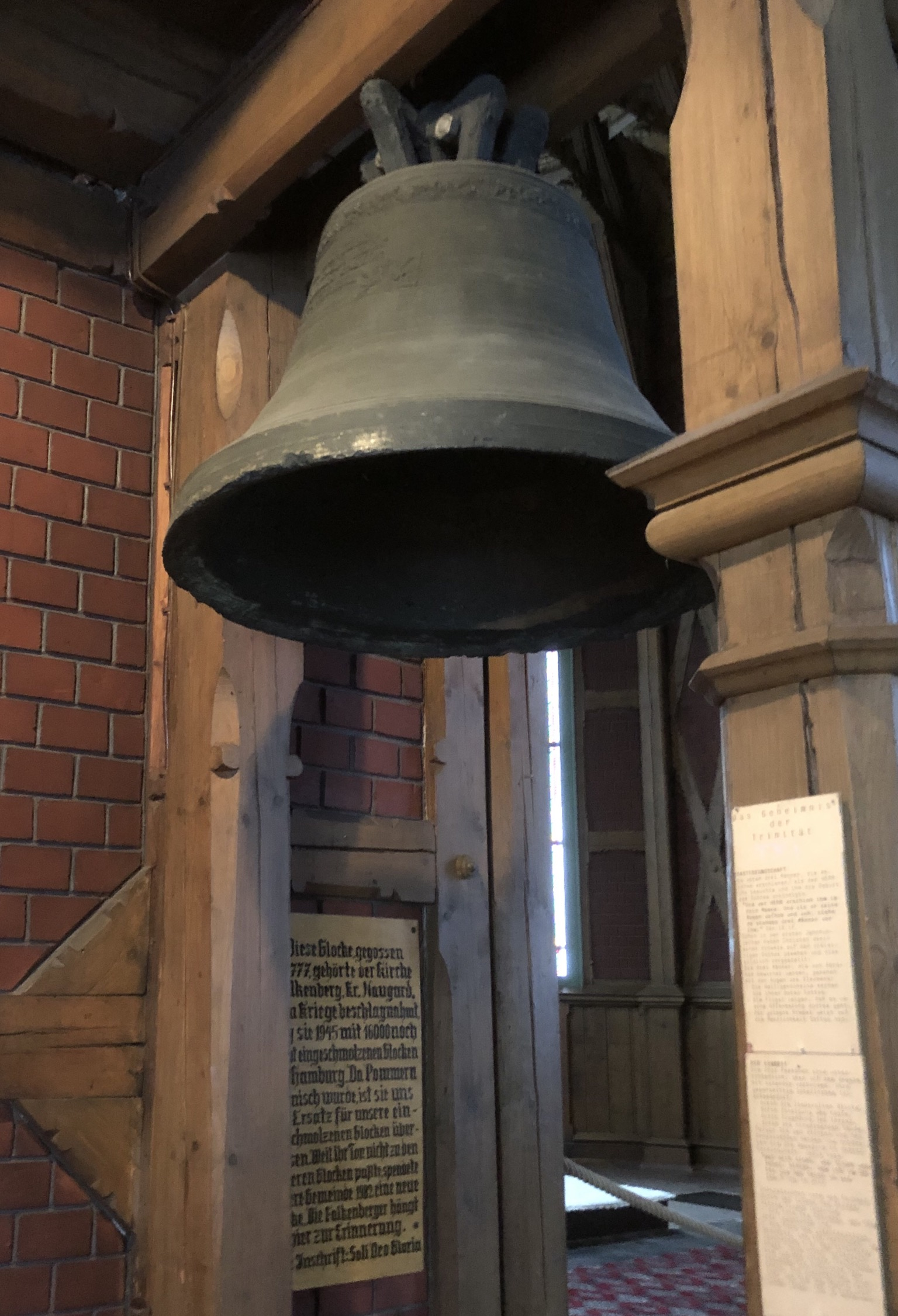
Glocke aus Falkenberg (Naugard) im Altarraum, 2020

1951 erhielt die Kirche leihweise Glocken von Gemeinden aus Hinterpommern, in denen nach Krieg und Vertreibung keine deutschen evangelischen Gemeinden mehr bestanden. Eine Glocke stammte ursprünglich aus Schwolow. Sie befindet sich auch derzeit noch im Kirchturm und trägt die Inschrift Alles was Odem hat, lobe den Herrn. Die andere Glocke wurde 1777 gegossen und stammte aus Falkenberg (Naugard). Sie trägt die Inschrift Soli Deo Gloria. Die Glocke erwies sich jedoch auf Dauer als zu schwer bzw. harmonierte ihr Ton nicht und wurde 1982 ersetzt. Sie befindet sich seit dem im Altarraum.
Von 1961 bis 1964 fanden Umbauten im Kircheninneren statt. So erhielt die Kirche 1961 eine neue Gasheizung. Doppelglasscheiben und ein neues Kirchengestühl folgten 1964. Der Altarraum erhielt einen neuen Fußboden, der Mittelgang einen neuen Läufer. Die Kanzel wurde versetzt und 1962 das Geläut elektrifiziert. Der Außenanstrich wurde ausgebessert und 1972 dann erneuert. Beim Abbrennen alter Farbe kam es am 7. September 1972 in der Mittagszeit zu einem Brand am Kirchturm, der jedoch von der Feuerwehr eingedämmt werden konnte. Pfarrer Wolfgang Wähling trat daraufhin in den aktiven Dienst der örtlichen Freiwilligen Feuerwehr ein.
Ein neues Gemeindehaus wurde in den Jahren 1969/70 errichtet. 1975/76 entstand ein neues Pfarrhaus in der Tanner Straße 8. Die Kirche gehörte seit 1945 zur Restpropstei Blankenburg, bis sie am 1. April 1976 zur Propstei Bad Harzburg kam. 2002 wurde der Pfarrverband Braunlage-Tanne gebildet.
Im Jahr 1977 kam es zur Erneuerung des Fußbodens im Altarraum. Zugleich entstand ein neuer Altarleuchter als Holzschnitzerei aus Altenau. Der Altar erhielt auch eine Platte aus Sandstein und eine neue Altardecke. Zugleich wurde ein Lesepult angeschafft. 1980 folgten neue Osterleuchter. Ab Oktober 1980 gab die Kirchengemeinde das Gemeindeblatt Heimatkirche heraus.
Den Namen Trinitatis-Kirche erhielt die Kirche im Jahr 1981 durch einen Kirchenvorstandsbeschluss. Am 3. Oktober 1982 wurde anlässlich des Erntedanks eine neue Kirchenglocke Ehre sei Gott in der Höhe und Friede auf Erden geweiht.
1983 erfolgte eine Sanierung des Gemeindehauses, wobei das Flachdach zu einem schrägen Dach umgebaut wurde. Glasermeister Uwe Schulze restaurierte 1987/88 die Kirchenfenster. 1995 erhielt die Außenfassade einen neuen Anstrich. Im Jahr 2012 wurde der Platz an der Kirche und der Innenbereich des Eingangs neu gestaltet. Die alte Gasheizung wich 2014 einer neuen Heizung, die neben der Kirche auch das Gemeinde- und das Pfarrhaus umfasst.
Seit dem 1. Januar 2017 gehört die Kirchengemeinde zum Kirchengemeindeverband Kapellenfleck im Harz.

#### Orgel

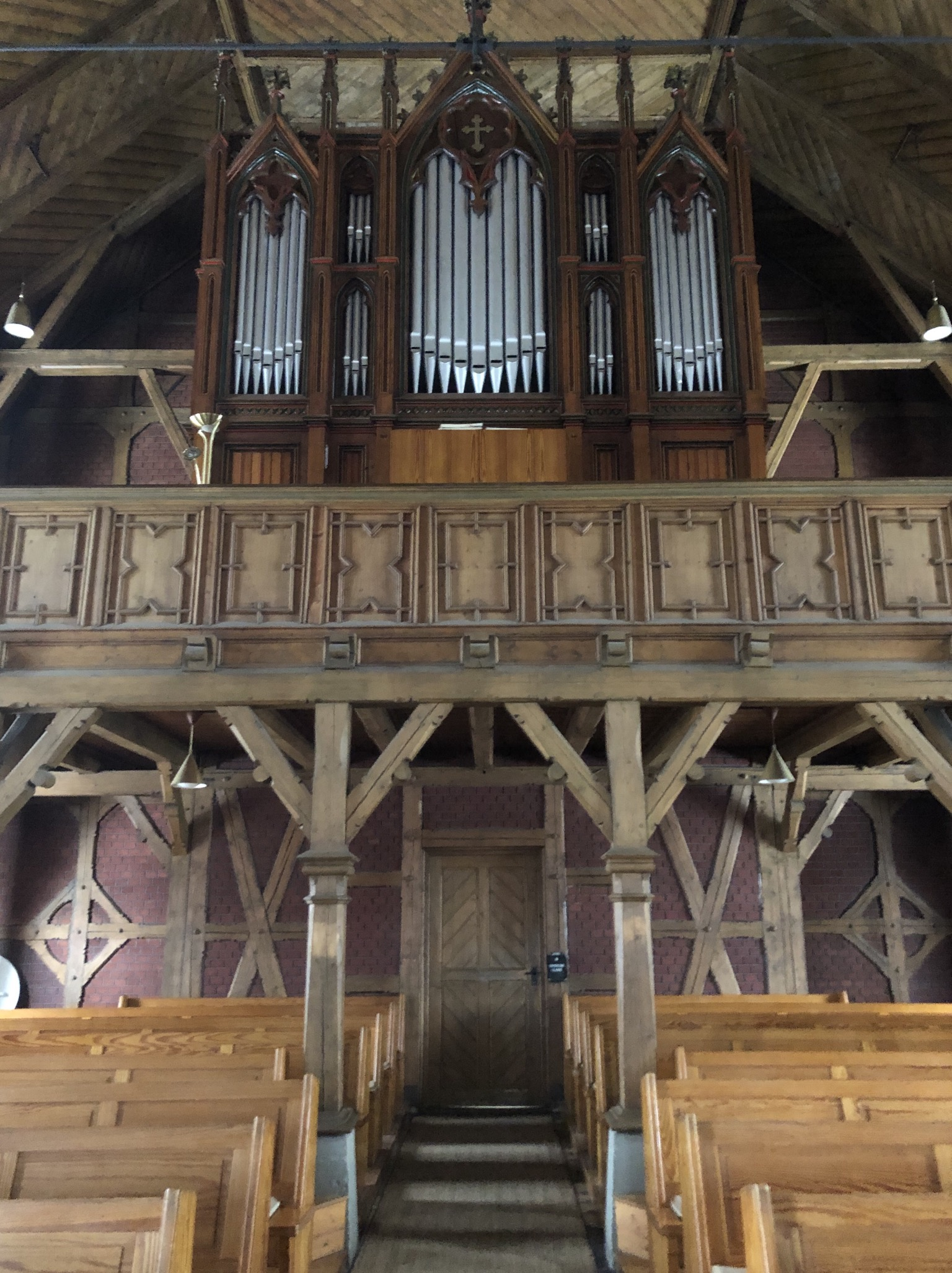
Blick auf die Orgelempore

Orgelbaumeister R. Knauf aus Bleicherode baute für 4800 Mark, worauf der Preis von 6000 Mark reduziert war, 1889 die Orgel der Kirche. Sie umfasste 20 Register. Die leeren Stellen der 1917 eingezogenen 35 Pfeifen wurden mit dunklen Stoff verhängt. 1935 wurden die Pfeifen dann ersetzt. 1968 baute Friedrich Weißenborn aus Braunschweig die Orgel auf 23 Register um. 1976/77 erfolgte für 40.000 DM eine Restaurierung des Instruments. Bedingt durch Schwankungen, die das schwere Geläut verursachte, und durch eine geringe Luftfeuchtigkeit machten sich weitere Renovierungsarbeiten erforderlich. Orgelbaumeister Inigo Korte führte 2005 eine Generalüberholung des Instruments durch.
Die Orgel ist zweimanualig mit mechanischer Traktur und verfügt über etwa 850 Pfeifen. Seit 1968 besteht eine elektrische Registrierung.

### Denkmale vor der Kirche
Nördlich vor dem Westportal der Kirche befindet sich ein am 2. Juni 1901 eingeweihtes Kriegerdenkmal für den Deutsch-Französischen Krieg von 1870/71. 1922 wurde südlich ein Denkmal für die Gefallenen des Ersten Weltkriegs errichtet. Eine Gedenkstele an den Todesmarsch von 1945 wurde im Jahr 2005 westlich an der Kirche aufgestellt.

## Pfarrer an der Trinitatis-Kirche
| - Holdefreund (* um 1590, † 1665) - Höne († 1684) - Meyer - Kröger - Wiedemann († 1710) - Trabert († 1730) - Lerche († 1752) - Trabert († 1759) - Grüner († 1761) - Stuckenbrock († 1772) - –1789: Schiller (versetzt nach Hasselfelde) - 1789–1806: Müller (versetzt nach Wieda) | - –1817: Deike (versetzt nach Hüttenrode) - –1832: Klamroth (versetzt nach Burgdorf) - 1832–: Helmbrecht (versetzt nach Woltwiesche) - 1842–1849: Behmecke - 1849–1867: Timmler (versetzt nach Reppner) - 1867–1878: Wilkens - 1880–1887: Friedrich Wilhelm Hermann Goetze (versetzt nach Sauingen) - 1887–1899: Friedrich Wilhelm Sorge - 1900–1915: Friedrich Karl Dröge - 1915–1927: Konrad August Heinrich Lachmund - 1927–1934: Karl Helmer - 1934–1946: Franz Wilhelm August Ludwig Kiel - 1947–1950: Otto Walther | - 1950–1967: Ulrich Lange - 1967–1980: Wolfgang Wähling - 1968–1976: Alexander Rohlfs - 1976–2001: Axel Lundebeck - 1976–2001v Claudia Lundbeck - 1981–1989: Friedhelm Rödiger - 1990–1994: Wolfgang Musahl - 1996–2000: Friedlinde Runge - 2001–: Stefan Gesing - 2001–2002: Karl-Heinz Behrens (Vakanzvertretung) - 2002–2003: Martin Schulz - 2005–2006: Frauke Lachmund-Giesecke - 2006–2011: Janis Berzins |